# Earias annulifera
Earias annulifera är en fjärilsart som beskrevs av Walker 1866. Earias annulifera ingår i släktet Earias och familjen trågspinnare. Inga underarter finns listade i Catalogue of Life.